# 페리 N. 버크로프

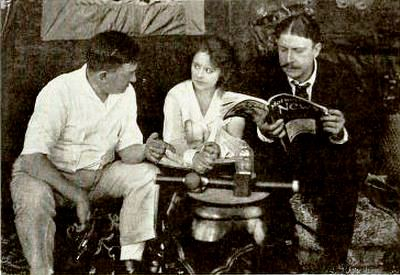

페리 N. 버크로프(Perry N. Vekroff, 1880년 6월 3일 ~ 1937년 1월 3일)는 미국의 영화 감독, 배우, 각본가, 영화배우이다.
슈멘에서 태어났으며 할리우드에서 사망하였다.

## 영화
- 빅 보이 (1930년)